# Castors Braine
Il Castors Braine è una società cestistica avente sede a Braine-l'Alleud, in Belgio. Fondata nel 1939, gioca nel campionato belga.